# Cité des Climats et vins de Bourgogne
La Cité des Climats et vins de Bourgogne est un projet en réseau composé de trois équipements culturels et touristiques. Elle a pour ambition de devenir le lieu de référence et de partage de la culture des vins et des Climats de Bourgogne. Le projet est réparti sur trois sites, à Beaune, Chablis et Mâcon.

## Historique
Le projet est imaginé en 2010 par le Bureau interprofessionnel des vins de Bourgogne (BIVB), représentant de l’ensemble des professions du négoce et de la viticulture en Bourgogne. Il est initié en 2015, date concordant avec le classement des Climats au Patrimoine mondial de l'Unesco.
La Ville de Beaune est le Maître d'Ouvrage de la Cité à Beaune, en lien avec le BIVB pour la scénographie. Le BIVB assure la Maîtrise d’Ouvrage complète pour la réalisation des cités à Mâcon et Chablis.
À Beaune, le maire Alain Suguenot y voit un projet d'urbanisme touristique profitant à la ville. Des constructions d'hôtels de luxe, de restaurants, de salles de conférences, de spectacles, sont incluses dans le projet.
En décembre 2016, le projet Cité des Climats et vins de Bourgogne sur Beaune, Chablis et Mâcon est validé à l'Assemblée Générale du BIVB. Il est lancé officiellement en décembre 2017 avec la signature de la convention-cadre avec les collectivités partenaires et financeurs du projet.
De 2018 à 2019 ont lieu les appels d'offres et la sélection des architectes, scénographes et muséographe, ainsi que le développement des contenus de muséographie et scénographie.
En juin 2019 est créée l'Association Cité des Climats et vins de Bourgogne dont le projet est présenté officiellement lors de l'événement de la vente des vins des Hospices de Beaune en novembre 2019. C’est elle qui gère l’exploitation des trois cités et est dirigée depuis 2019 par Olivier Le Roy. 
L’École des Vins de Bourgogne proposera des formations au sein des trois cités et aura son siège dans la Cité à Beaune.
Le début des travaux est officialisé en 2021 avec la pose des premières pierres à Beaune, Mâcon et Chablis. Dans le même temps, le plan de lancement des cités se prépare et le parcours muséographique des trois parcours se réalise,.
En mars 2021, Benoît de Charette devient Président de la Cité des Climats et vins de Bourgogne. Issu d'une famille de vignerons, il a été Directeur de la Fédération des Négociants-Eleveurs de Grande Bourgogne (FNEB), puis a occupé pendant près de 30 ans le poste de Directeur Général de la maison de vins beaunoise, Albert Bichot.
En octobre 2021, la Cité s’affranchit d’une nouvelle identité de marque. Auparavant appelée "Cité des vins et des Climats de Bourgogne", elle s'appelle dorénavant "Cité des Climats et vins de Bourgogne". Son nouveau logo allie tradition et modernité. Le « C » majuscule fait référence aux notions essentielles de Climats, Culture, Clos, Côte, Cité... La feuille de vigne, quant à elle, est le symbole du vivant, emblématique de l’univers de la vigne et du vin.
L'ouverture des trois cités est faite en 2023. La cité de Mâcon est ouverte le 3 mai 2023, celle de Chablis le 17 mai 2023. La cité de Beaune est inaugurée vide en novembre 2022 pour marquer la vente des vins des Hospices, et inaugurée en vue de sa réelle ouverture au public le 16 juin 2023.

## Financement
Le coût global prévisionnel du projet est de 22 millions d'euros pour les trois sites : 14,5 M€ pour la Cité à Beaune, 4,1 M€ pour la Cité à Mâcon, et 3 M€ pour la Cité à Chablis.
L'investissement prévisionnel intègre la construction, les aménagements et la scénographie intérieure. L’ensemble des collectivités territoriales, publiques et institutionnelles au niveau régional est fédéré autour du projet de la Cité des vins et des Climats de Bourgogne.

## Architecture

### Beaune
C'est l'agence Emmanuelle Andreani Architectes (Emmanuelle Andreani) qui a pris les commandes pour la construction des 4 000 m2 de la Cité des Climats à Beaune.
La forme du bâtiment est inspirée d'une vrille de vigne s'enroulant autour d'un fil de palissage. La Cité s'élève à 24 mètres de haut et propose une vue sur la ville de Beaune et la côte viticole en arrière plan depuis sa terrasse panoramique.

### Chablis
Le cellier du Petit Pontigny, datant du XIIe siècle, accueillera la cité à Chablis.
L'Atelier Correia Architectes & Associés est chargé de construire une aile contemporaine dans le prolongement du bâtiment historique permettant d'approcher une surface de 800 m2.

### Mâcon
À Mâcon, RBC Architecture et ACL Associés ont été sélectionnés pour mener l'extension du bâtiment actuel du BIVB.
Le bâtiment de 1 600 m2, inspiré d'une vis de pressoir en bois, offrira un point de vue sur la Saône du haut de ses 17 mètres.
L'extension sera composée de formes courbes inspirées de l'ammonite, fossile très présent dans les sols argilo-calcaires de la région.

## Scénographie et muséographie
Plongée multisensorielle dans le monde du vin, le parcours de visite de chaque Cité alternera les expériences contemplatives et interactives.
Au fil du parcours, le visiteur pourra écouter une histoire, interagir avec les dispositifs multimédias et s'initier à la dégustation. Tous ses sens seront en éveil pour comprendre la culture viticole bourguignonne.
La muséographie est articulée autour de trois grands thèmes :
- La région – La Bourgogne ;
- Les parcelles – Les climats ;
- La grappe – Le vin.

Une partie du parcours, à Beaune, est dédiée aux Climats du vignoble de Bourgogne, inscrits au Patrimoine mondial de l’UNESCO.
Un parcours enfant intégré permettra un éclairage sur l'histoire de la vigne en Bourgogne. Matérialisé par de petites cachettes, il permettra au jeune public d’apprendre en s’amusant.

## Fonctionnement
À Beaune sont attendus 120 000 visiteurs par an, 25 000 pour Chablis, et 35 000 pour Mâcon.